# Filaguria spatulata
Filaguria spatulata är en mossdjursart som först beskrevs av Calvet 1909.  Filaguria spatulata ingår i släktet Filaguria och familjen Cribrilinidae. Inga underarter finns listade i Catalogue of Life.